# Kocioł Morskiego Oka

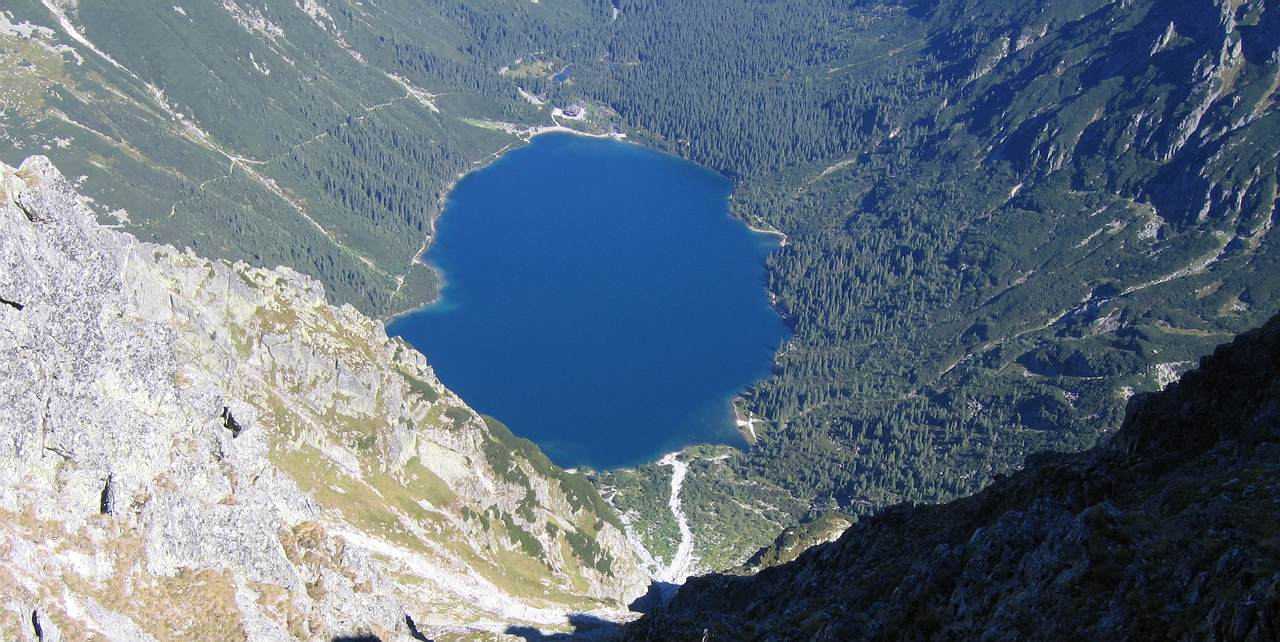
Widok na Kocioł Morskiego Oka z Przełęczy pod Chłopkiem

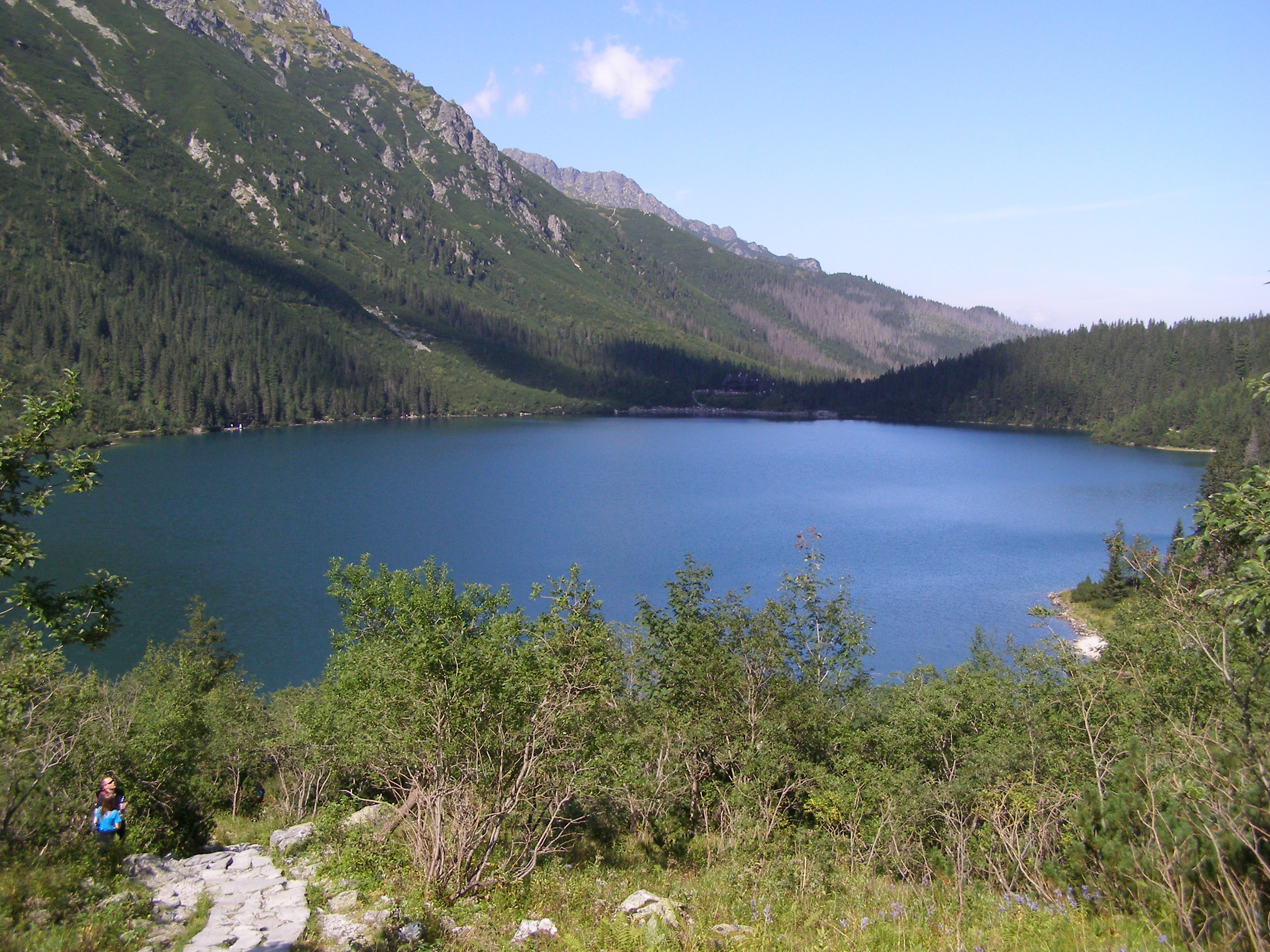
Widok z południowej strony

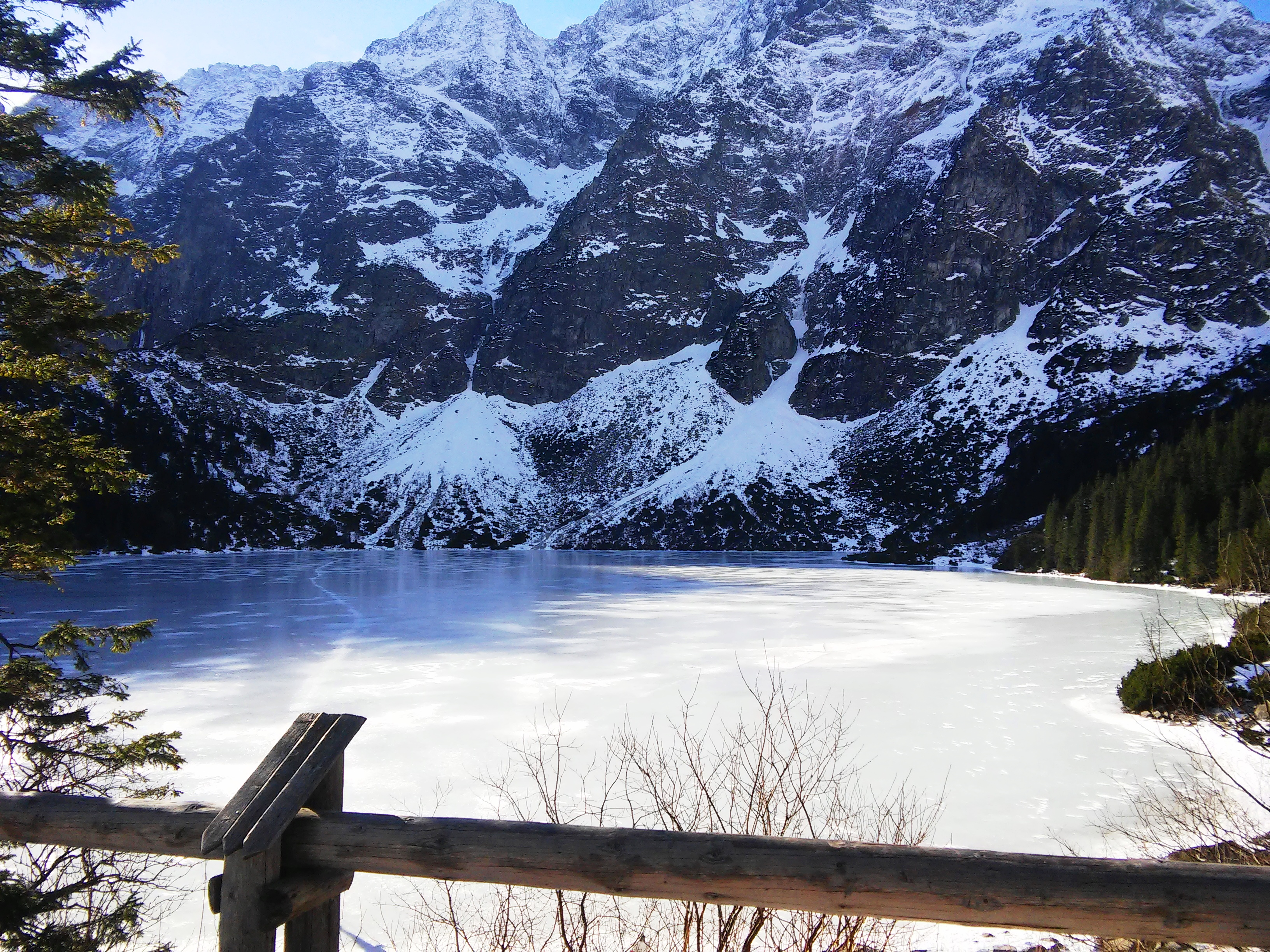
Wielki Piarg i szczyty grani głównej Tatr

Kocioł Morskiego Oka (niem. Fischseekessel, słow. Kotlina Morského oka, węg. Halastavi-katlan) – duży kocioł lodowcowy w Dolinie Rybiego Potoku w polskich Tatrach Wysokich. Znajduje się w nim największe jezioro Tatr Polskich i w ogóle całych Tatr – Morskie Oko. Od północnej strony kocioł zamknięty jest morenowym wałem, który jest jedną z najbardziej typowych moren czołowych w Tatrach. Stoi na niej Schronisko PTTK nad Morskim Okiem. Z pozostałych trzech stron kocioł otaczają szczyty górskie. Obramowanie kotła Morskiego Oka tworzą:
- północna grań Rysów na odcinku od Żabiej Czuby po Rysy
- grań główna Tatr Wysokich na odcinku od Rysów po Szpiglasowy Wierch
- północno-wschodnia grań Szpiglasowego Wierchu po Opalony Wierch[4].

Kocioł Morskiego Oka powstał na zbiegu trzech jęzorów lodowcowych spływających spod Rysów: z Bańdziocha i z Dolinki za Mnichem. W otoczeniu kotła znajdują się najwyższe szczyty Polski; ma on dobrze wykształcone cechy typowe dla kotłów lodowcowych: trójpiętrowy układ kotłów, lodowcowe podcięcia zboczy, moreny boczne i ogładzenia skał. Z otaczających go szczytów uchodzą do kotła wielkie żleby: Marchwiczny Żleb, Urwany Żleb, Szeroki Żleb, Mnichowy Żleb, Cubryński Żleb, Żleb Krygowskiego, Owczy Żleb, Żleb spod Diabłów, Apostolski Żleb, Apostolska Depresja i Żabi Żleb. Znoszony przez nie materiał skalny utworzył wielkie piargi stopniowo zasypujące jezioro. Największe znajdują się nad południowym jego brzegiem: Szeroki Piarg, Skalnisty Piarg, Zielony Piarg i Kosowinowy Piarg. Obejmowane są wspólną nazwą Wielki Piarg. Materiał skalny zniesiony Szerokim Żlebem zasypał część jeziora tworząc Półwysep Miłości, a stożek napływowy z Żabiego Żlebu na przeciwległym brzegu jeziora utworzył półwysep Biały Piarżek. W podnóża szczytów otaczających kocioł wcinają się zatoki Ucho i Hińczowa Zatoka. Badania geofizyczne wykazały, że średnia miąższość zniesionych z gór i akumulowanych na dnie kotła osadów wynosi 5,6–6,5 m, a stożek napływowy na przedłużeniu Półwyspu Miłości ciągnie się 100 m w głąb jeziora, dzieląc je na część północną i południową.

## Szlaki turystyczne
Dookoła Morskiego Oka prowadzi czerwono znakowany szlak turystyczny. Odchodzą od niego szlaki w wyższe partie Tatr:
 dookoła Morskiego Oka. Czas przejścia 35 min.
 schronisko PTTK nad Morskim Okiem – Czarny Staw pod Rysami – Rysy. Czas przejścia: 3:50 h, ↓ 3:10 h
 schronisko PTTK nad Morskim Okiem – Szpiglasowa Przełęcz. Czas przejścia 2:15 h, ↓ 1:40 h